# Stadion im. Zdzisława Krzyszkowiaka
Stadion im. Zdzisława Krzyszkowiaka w Bydgoszczy – stadion lekkoatletyczny i piłkarski, wybudowany w latach 1957–1960 i gruntownie przebudowany w latach 2007–2008. Stadion jest własnością miasta Bydgoszczy, a jego zarządcą jest SP Zawisza Bydgoszcz. Obiekt spełnia standardy UEFA oraz posiada certyfikat First Class IAAF. W latach 2005–2011 stadion im. Zdzisława Krzyszkowiaka jako jedyny w Polsce spełniał normy IAAF i w związku z tym gościł najważniejsze imprezy lekkoatletyczne w kraju. Stadion gościł rozgrywki polskiej Ekstraklasy podczas pobytu Zawiszy Bydgoszcz na najwyższym szczeblu rozgrywek piłkarskich w Polsce w latach 2013–2015.

## Charakterystyka
- Typ stadionu: piłkarsko-lekkoatletyczny
- Pojemność: 20 559 widzów (miejsc siedzących), w tym 7 tys. na zadaszonych trybunach
- Infrastruktura piłkarska: boisko o wymiarach 105 x 68 m, murawa naturalna, podgrzewana; stadion spełnia wymogi techniczno-organizacyjne PZPN, UEFA i FIFA.
- Infrastruktura lekkoatletyczna: 9-torowa tartanowa bieżnia oraz infrastruktura do wszelkich lekkoatletycznych konkurencji technicznych, magazyn sprzętu; obiekt spełnia standardy wyznaczone przez Międzynarodową Federację Lekkoatletyki (IAAF) zatwierdzane w tzw. certyfikacie First Class.
- Oświetlenie stadionu: 1600 lux
- Trybuny zostały zaprojektowane w sposób umożliwiający komfortową widoczność z każdego miejsca na widowni, zgodnie z wytycznymi PZPN.
- Wyposażenie dodatkowe: elektroniczna tablica świetlna, infrastruktura do montażu telebimu, kabiny VIP i dziennikarskie, trybuna prasowa, infrastruktura dla wozów transmisyjnych, parking na 1 tys. pojazdów
- W budynku pod trybuną B (4 kondygnacje) znajdują się: szatnie, biura, Centrum Konferencyjno-Bankietowe, Centrum Odnowy Biologicznej i Rehabilitacji, Restauracja Olimpijska oraz Galeria Sportu Bydgoskiego.
- Obiekt jest w całości przystosowany do korzystania przez osoby niepełnosprawne.

### Park sportowy Zawiszy Bydgoszcz
Stadion jest częścią parku sportowego Zawiszy Bydgoszcz, o powierzchni 25 hektarów, położonego przy ul. Gdańskiej 163. W skład całego kompleksu wchodzą:
- Stadion im. Zdzisława Krzyszkowiaka
- boczny stadion piłkarsko-lekkoatletyczny wyposażony w boisko piłkarskie 100 x 65 m z pełną infrastrukturą lekkoatletyczną
- pełnowymiarowe (105 m x 70 m) boisko z naturalną nawierzchnią do rozgrywek niższych klas i juniorów PZPN
- pełnowymiarowe (105 x 68 m) boisko ze sztuczną nawierzchnią, z oświetleniem (500 lux), do rozgrywek niższych klas i juniorów PZPN
- hala sportowa 18 x 36 m do gier zespołowych (futsal, siatkówka)
- kryta, tartanowa bieżnia lekkoatletyczna o długości ok. 150 m i szerokości 8 torów z infrastrukturą do konkurencji: skok w dal, skok o tyczce, skok wzwyż, pchnięcie kulą
- kryta strzelnica przystosowana do strzelań pneumatycznych (10 m), kulowych (25 i 50 m), śrutowych, wyposażona w tarcze elektroniczne i analogowe, zaplecze i parking
- hala podnoszenia ciężarów z siłownią
- sala z ringiem bokserskim 24 x 14 m wyposażona w worki treningowe i inny sprzęt bokserski
- hala tenisowa i korty odkryte
- hala 36 x 24 m do uprawiania gimnastyki i akrobatyki sportowej i trybunami na 200 widzów, wyposażona w specjalistyczny sprzęt gimnastyczno-akrobatyczny najnowszej generacji, z pełnym zapleczem szatniowo-socjalnym
- hotel „Zawisza” – 176 miejsc noclegowych, www

W sąsiedztwie kompleksu sportowego znajduje się największy w Polsce Leśny Park Kultury i Wypoczynku „Myślęcinek” (830 ha), m.in. z wytyczonymi trasami biegów przełajowych oraz z ofertą rekreacyjną (korty, trasy biegowe i dla rolkarzy, paint-ball, pole golfowe, stok narciarski, lodowisko, skate-park itp.)

## Historia

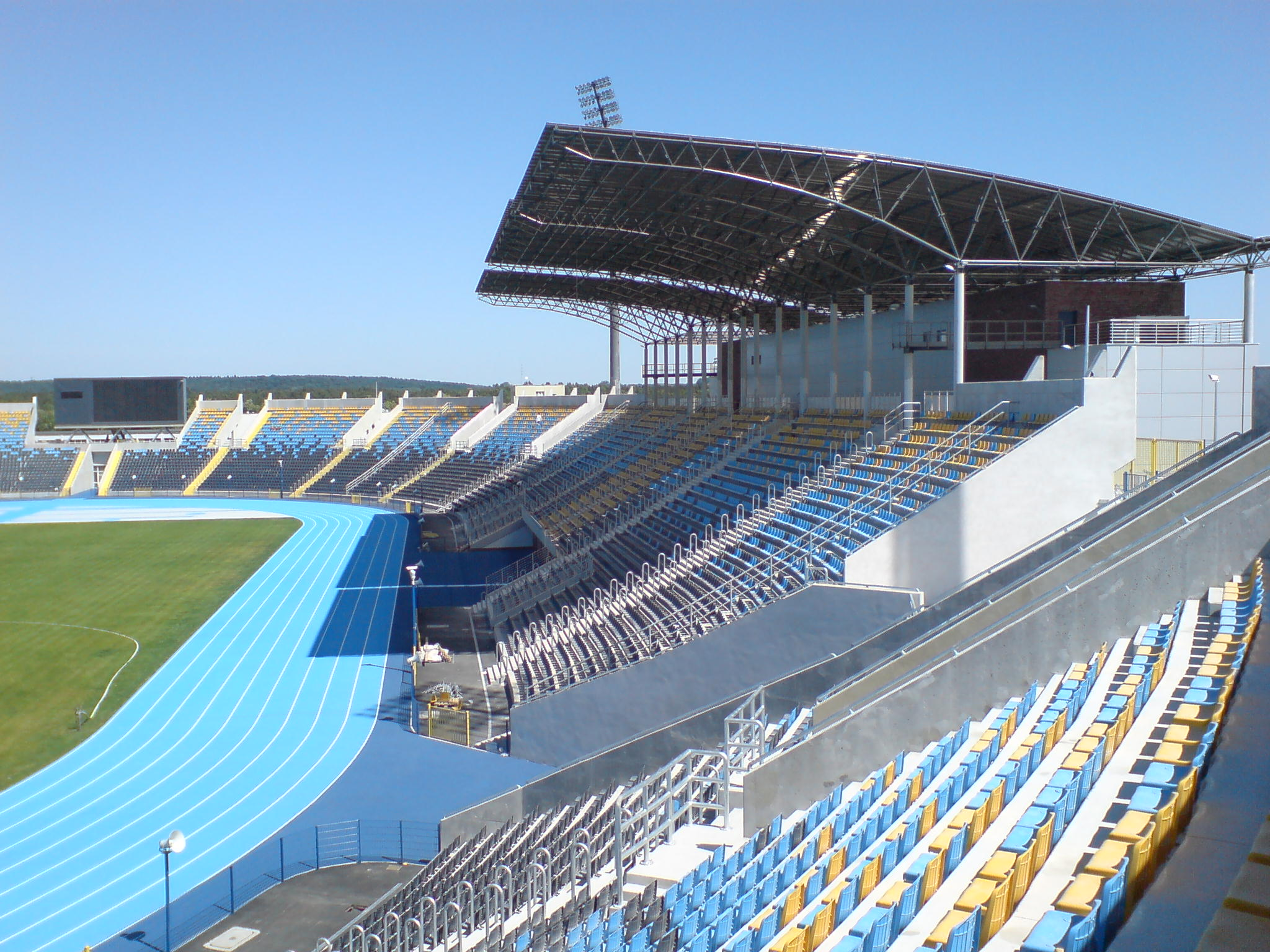
Widok na trybunę B, czerwiec 2008

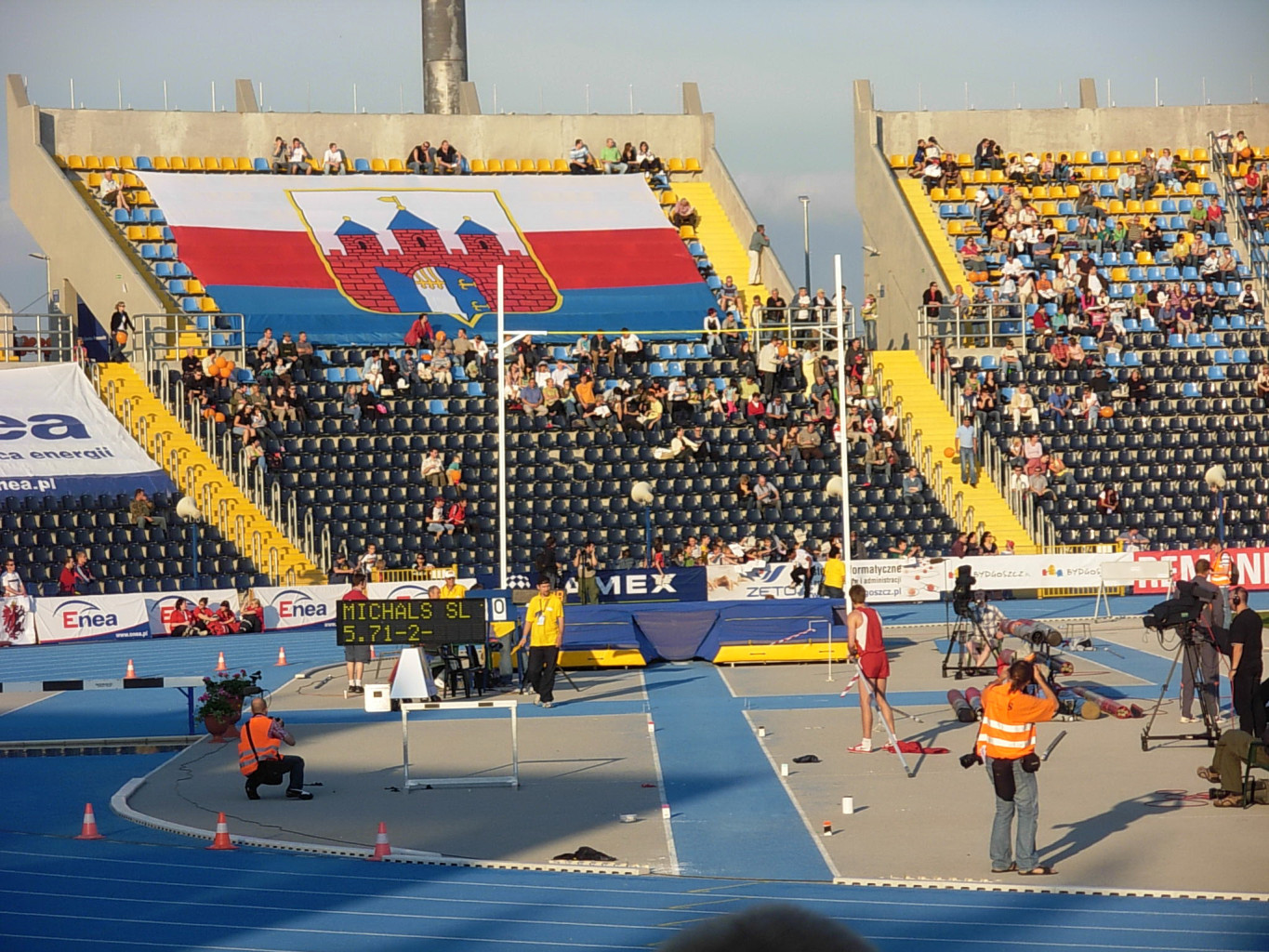
Podczas Europejskiego Festiwalu Lekkoatletycznego 2009

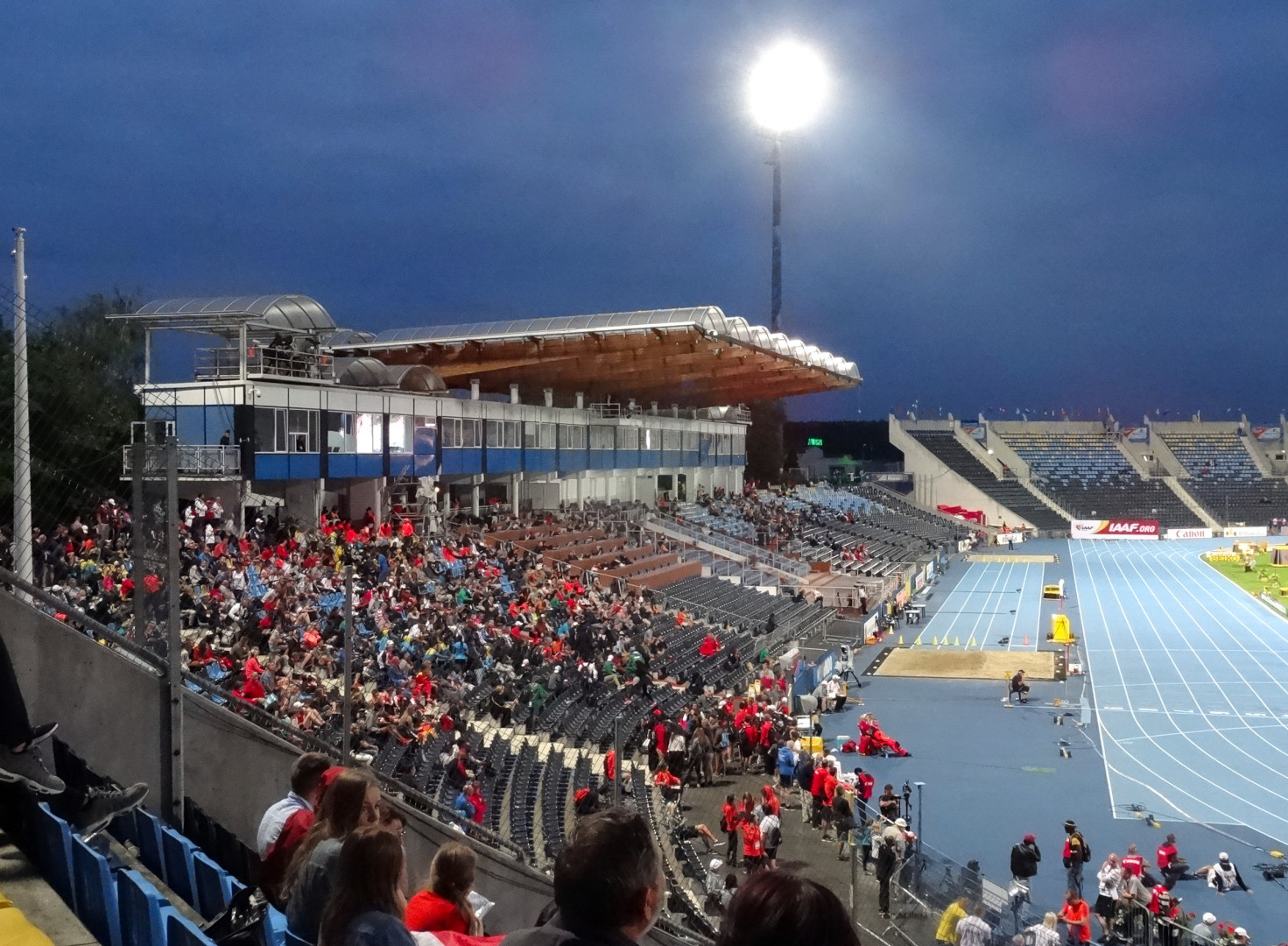
Trybuna A podczas Mistrzostw Świata Juniorów w Lekkoatletyce 2016

W maju 1946 w Koszalinie założono Wojskowy Klub Sportowy „Zawisza”, który pod koniec 1946 roku w ślad za Dowództwem Pomorskiego Okręgu Wojskowego został przeniesiony do Bydgoszczy. Klub aż do połowy lat 50. nie posiadał własnych obiektów sportowych i korzystał z infrastruktury innych klubów np. Polonii Bydgoszcz.
Inicjatorem powstania dużego stadionu, z którego mogliby korzystać bez ograniczeń zawodnicy ówczesnego OWKS Bydgoszcz byli dowódcy Okręgu Wojskowego II, gen. dyw. Bronisław Półturzycki i gen. dyw. Jan Rotkiewicz. W 1953 roku rozpoczęto pierwsze prace przy budowie boiska piłkarskiego, które przerwano z powodów administracyjnych i wznowiono w 1955 roku po uzyskaniu pozwolenia na budowę. Projektantem obiektu był inż. Jerzy Hoffman. Pracami objęto obszar teren o powierzchni 25 hektarów, pierwotnie porośnięty lasem. Większość prac była wykonywana przez żołnierzy służby zasadniczej i oficerów POW. Do usypania wałów pod trybuny wykorzystano ziemię z wykopów wznoszonego wówczas Osiedla Leśnego. Głównym organizatorem prac budowlanych był ppor. Stanisław Kisiel. Stadion zaprojektowano na 36 tys. miejsc siedzących, lecz razem z miejscami stojącymi na koronie wału pojemność stadionu wynosiła 50 tys. widzów. Od początku założono, że będzie to stadion piłkarsko-lekkoatletyczny. 23 i 24 czerwca 1956 roku na nowo powstałej bieżni rozegrano zawody lekkoatletyczne o drużynowe mistrzostwo Polski. Uroczyste otwarcie Stadionu Wojska Polskiego w Bydgoszczy miało miejsce 21 lipca 1957 roku. Połączono je z V Letnią Spartakiadą POW i turniejem piłkarskim, w którym udział wzięły: Vorwärts Berlin, Wawel Kraków i Zawisza Bydgoszcz (nie dojechała Dukla Praga). W pierwszym meczu Vorwärts Berlin pokonał Wawel Kraków 3:0, a następnego dnia Zawisza Bydgoszcz pokonał drużynę z Berlina 2:1. Pierwszego gola dla Zawiszy na własnym stadionie strzelił Bronisław Waligóra.
18-20 lipca 1958 rozegrano na stadionie Mistrzostwa Polski Seniorów w Lekkoatletyce w pełnym programie (konkurencje jak w czasie mistrzostw Europy). Kompleks sportowy wzbogacano o nowe obiekty. W 1959 ukończono budowę hali bokserskiej, kortów tenisowych oraz hali sportowej, która służyła siatkarzom i koszykarzom. W 1961 zbudowano strzelnicę małokalibrową na 36 stanowisk, amfiteatr na 10 tys. osób oraz ukończono budowę trybun na łukach stadionu. W 1962 zbudowano pawilon klubowy z halami: gimnastyczną i do gier zespołowych, z siłownią, szatniami i pomieszczeniami administracyjnymi oraz kawiarnią. Całość wkomponowano w zieleń nadając kompleksowi sportowemu formę parku. Infrastruktura obejmowała również boiska treningowe, hotel, pawilony mieszkalne dla zawodników z l. 60. (tzw. olimpijki; rozebrane w 2021), 25-stanowiskową strzelnicę sportową na Jachcicach oraz przystań wodną na Wyspie Młyńskiej. Do niezrealizowanych inwestycji należały natomiast: basen pływacki, duża hala sportowa oraz kryte lodowisko.
Budowa kompleksu sportowego przyczyniła się do wzrostu poziomu sportowego w klubie. Ośrodek Zawiszy cieszył się dużą popularnością w kraju jako doskonałe miejsce do treningów dla sportowców różnych dyscyplin. W 1962 zlokalizowano w nim Ośrodek Przygotowań Olimpijskich. Sukcesy na olimpiadach i mistrzostwach świata odnosili lekkoatleci Zawiszy (Zdzisław Krzyszkowiak, Teresa Ciepły), bokserzy, strzelcy sportowi, gimnastycy. Drużyna piłkarska Zawiszy w 1961 awansowała do ekstraklasy piłki nożnej. W latach 60. na stadionie odbywało się szereg imprez międzynarodowych m.in. II Spartakiada Armii Zaprzyjaźnionych w lekkiej atletyce (21-22 września 1963), mecz reprezentacji olimpijskich Polski i Czechosłowacji (11 września 1963). W obecności 40 tys. widzów po golach Jerzego Musiałka i Włodzimierza Lubańskiego Polska zwyciężyła 2:0.
W 1968 roku zainstalowano oświetlenie i nagłośnienie stadionu. W 1971 oddano do użytku nową halę dla ciężarowców, krytą bieżnię lekkoatletyczną oraz internat na 150 miejsc. 3 września 1972 roku na stadionie odbyły się Centralne Dożynki z udziałem I sekretarza KC PZPR Edwarda Gierka, przewodniczącego Rady Państwa Henryka Jabłońskiego, prezesa Rady Ministrów Piotra Jaroszewicza, pierwszych sekretarzy KW PZPR z całego kraju, delegacji zagranicznych oraz 45 tys. widzów. W występach artystycznych uczestniczyło 29 zespołów tanecznych, kapele ludowe i recytatorzy. Po uroczystościach konieczna była całkowita wymiana murawy boiska, połączona z nawiezieniem ziemi. 15 października 1972 rozegrano na stadionie pierwszy mecz męskiej reprezentacji A  Polska -  Czechosłowacja (3:0 po golach Kazimierza Deyny (2) i Roberta Gadochy). W latach 70. na stadionie rozgrywano międzynarodowe mityngi oraz imprezy lekkoatletyczne: Grand Prix Brdy, Memoriał Janusza Kusocińskiego 1976, Puchar Europy w Wielobojach 1975, Mistrzostwa Europy Juniorów w Lekkoatletyce 1979. W kolejnych latach obiekt modernizowano. W 1975 zainstalowano tablicę świetlną, w latach 80. zbudowano kabiny dziennikarskie, a w 1996 dokonano generalnej modernizacji stadionu przed Mistrzostwami Świata Juniorów Młodszych w Lekkoatletyce 1999. W 2000 roku wymieniono drewniane ławki na plastikowe krzesełka, tablicę świetlną oraz zainstalowano nowe oświetlenie 1600 lux w postaci 4 słupów o wysokości 50 metrów, na których zainstalowano po 63 reflektory.
W 2002 roku Agencja Mienia Wojskowego przekazała stadion magistratowi Bydgoszczy, który odtąd stał się jego właścicielem. 25 czerwca 2003 Rada Miasta Bydgoszczy ustanowiła Zdzisława Krzyszkowiaka patronem stadionu oraz przekazała pieniądze na zadaszenie trybuny A. Generalnej przebudowy stadionu dokonano w latach 2007–2008 przed Mistrzostwami Świata Juniorów w Lekkoatletyce 2008. Wzniesiono wówczas żelbetowe wysokie trybuny, zadaszono trybunę B, zmodernizowano wyposażenie obiektu, zbudowano 4-kondygnacyjny budynek mieszczący centrum konferencyjne, centrum odnowy biologicznej, restaurację i Muzeum Sportu Bydgoskiego. Pojemność stadionu zmniejszyła się wówczas do 20,5 tys. widzów, w zamian znacznie polepszyła się widoczność z trybun. W 2008 z inicjatywy ówczesnego prezydenta miasta Bydgoszczy Konstantego Dombrowicza zmieniono nazwę stadionu na Bydgoski Stadion Miejski. Do starej nazwy powrócono w 2010 roku, po objęciu stanowiska prezydenta miasta przez Rafała Bruskiego. Przed Mistrzostwami Świata Juniorów w Lekkoatletyce 2016 wyremontowano stadion rozgrzewkowy oraz wymieniono tablicę świetlną na stadionie.

### Kalendarium

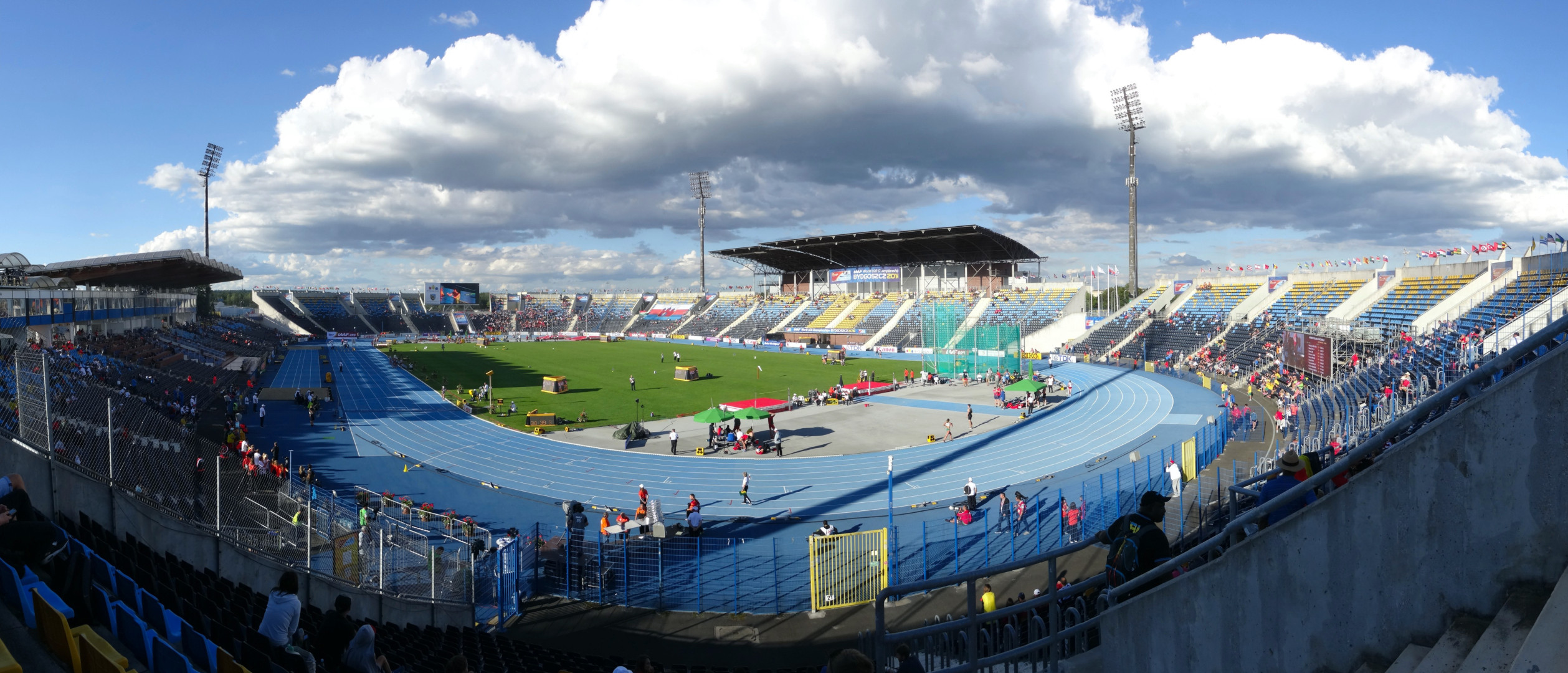
Stadion podczas Mistrzostw Świata Juniorów w Lekkoatletyce 2016

- 1955–1964 – budowa kompleksu sportowego przy ul. Gdańskiej, w tym stadionu w latach 1957–1960 według projektu architektów W. Wyszkowskiego, A. Bigona i J. Hoffmanna[9]
- 21 lipca 1957 – uroczyste otwarcie stadionu połączone ze spartakiadą Pomorskiego Okręgu Wojskowego i turniejem piłkarskim z udziałem 3 drużyn (Vorwärts Berlin, Wawel Kraków i Zawisza Bydgoszcz). W meczu inauguracyjnym Vorwärts Berlin pokonało Wawel Kraków 3:0.[10]
- 22 lipca 1957 – pierwsze spotkanie piłkarzy Zawiszy na stadionie: Zawisza Bydgoszcz 2:1 Vorwärts Berlin
- 23 stycznia 1963 – uroczyste otwarcie obiektów sportowych Ośrodka Przygotowań Olimpijskich przez przewodniczącego GKKFiT Włodzimierza Reczka[11]
- 5 lipca 2000 – otwarcie zmodernizowanego stadionu:
  - wymieniono stare zniszczone drewniane ławki na plastikowe krzesełka
  - wymieniono tablicę świetlną
  - zainstalowano nowe oświetlenie 1600 lux w postaci 4 słupów o wysokości 50 metrów, na których zainstalowano po 63 reflektory
- 29 maja 2002 – przekazanie obiektu przez Agencję Mienia Wojskowego Zarządowi Miasta Bydgoszczy
- 2003 – zadaszenie trybuny głównej i zdjęcie płotu oddzielającego trybuny od boiska
- 25 czerwca 2003 – nadanie stadionowi imienia Zdzisława Krzyszkowiaka, złotego medalisty w biegu na 3000 metrów z przeszkodami na Igrzyskach Olimpijskich w Rzymie w 1960 roku
- 2007–2008 – przebudowa stadionu oszacowana na 41,9 mln zł[12]
- 1 lipca 2008 – otwarcie zmodernizowanego stadionu
- 18 grudnia 2010 – usunięcie napisu „Bydgoski Stadion Miejski” z fasady trybuny B
- 4 marca 2011 – uroczyste odsłonięcie przez Prezydenta Miasta napisu z przywróconą nazwą stadionu „Zawisza Bydgoszcz"

### Nazwy
- 1957-2002 – Stadion Wojska Polskiego w Bydgoszczy
- 2002-2008 – Stadion WKS Zawisza im. Zdzisława Krzyszkowiaka
- 2008-2010 – Bydgoski Stadion Miejski im. Zdzisława Krzyszkowiaka
- od 2010 – Stadion Zawiszy Bydgoszcz im. Zdzisława Krzyszkowiaka

## Patron
Od 25 czerwca 2003 patronem stadionu jest Zdzisław Krzyszkowiak – zawodnik Zawiszy Bydgoszcz, złoty medalista w biegu na 3000 metrów z przeszkodami na Igrzyskach Olimpijskich w Rzymie w 1960 roku, dwukrotny mistrz Europy 1958 w biegu na 5 i 10 km, dwukrotny rekordzista świata, w 1958 roku wybrany najlepszym sportowcem Polski w plebiscycie „Przeglądu Sportowego”.

## Imprezy piłkarskie na stadionie Zawiszy

### Polska kadra A w piłce nożnej na stadionie Zawiszy

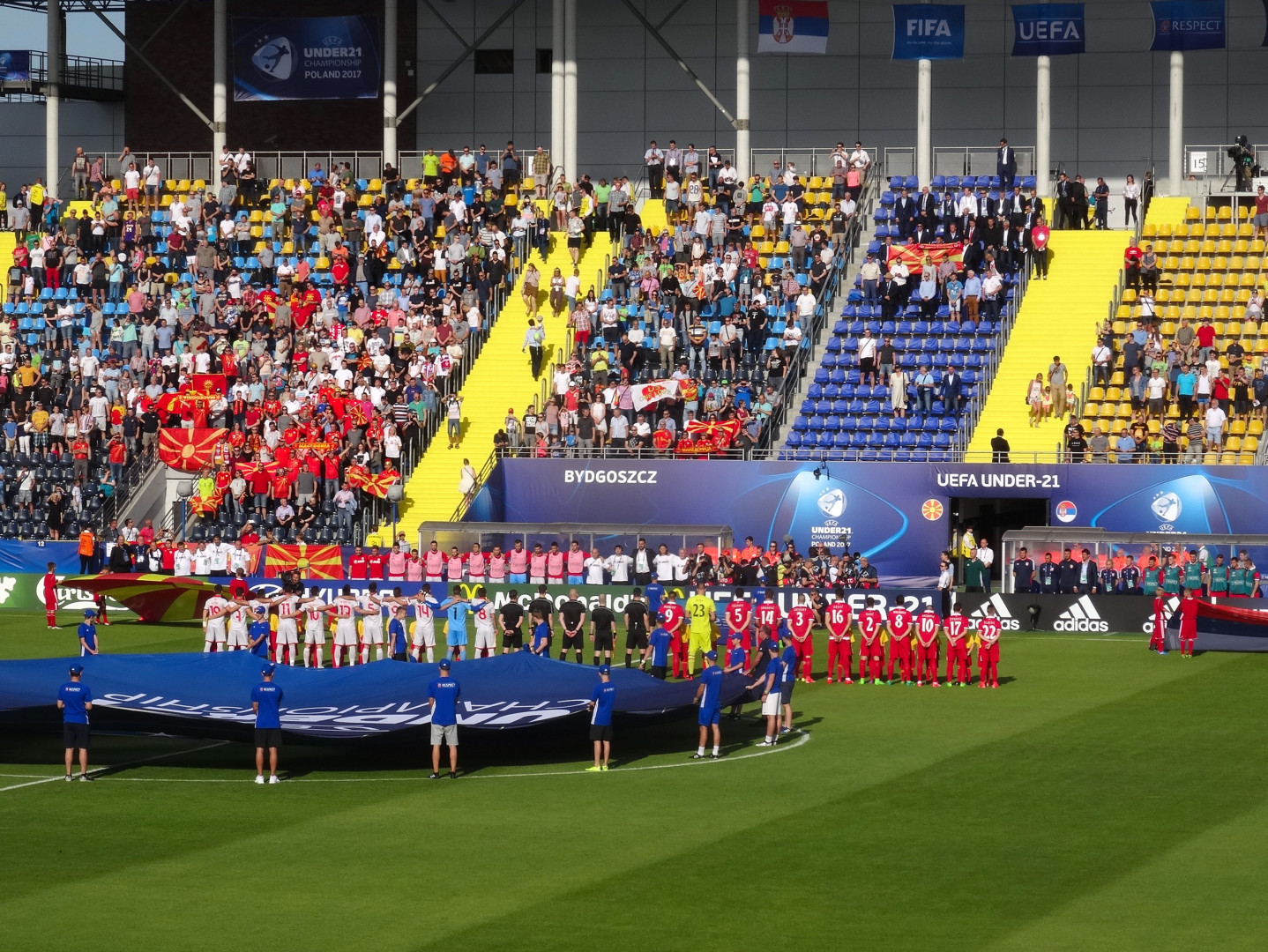
Mecz - podczas Mistrzostw Europy U-21 w Piłce Nożnej 20 czerwca 2017

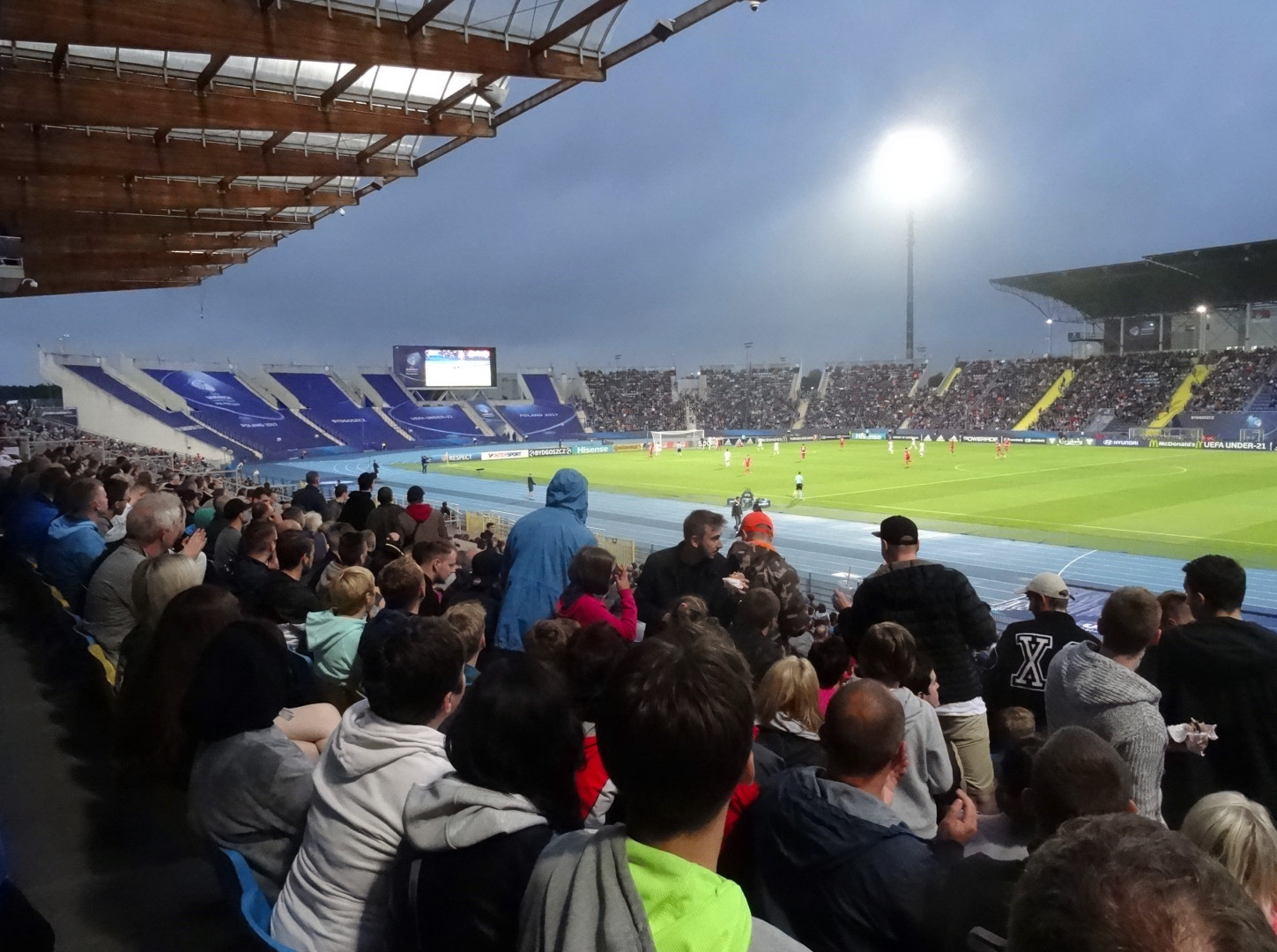
Mecz - podczas Mistrzostw Europy U-21 w Piłce Nożnej 23 czerwca 2017

W Bydgoszczy dotychczas odbyło się 10 meczów międzypaństwowych męskiej reprezentacji A:
| Typ      | Nr meczu | Data                 | Wynik     | Przeciwnik Polski | Strzelcy dla Polski                             |
| -------- | -------- | -------------------- | --------- | ----------------- | ----------------------------------------------- |
| tow.     | 253.     | 15 października 1972 | 3:0 (2:0) | Czechosłowacja    | Kazimierz Deyna 2, Robert Gadocha               |
| tow.     | 370.     | 24 maja 1981         | 3:0 (2:0) | Irlandia          | Andrzej Iwan, O’Leary (samobójcza), Roman Ogaza |
| tow.     | 428.     | 7 października 1986  | 2:2 (1:0) | Korea Północna    | Ryszard Tarasiewicz, Jan Karaś                  |
| tow.     | 438.     | 2 września 1987      | 3:1 (3:0) | Rumunia           | Marek Leśniak 2, Andrzej Rudy                   |
| tow.     | 597.     | 25 kwietnia 2001     | 1:1 (0:0) | Szkocja           | Radosław Kałużny                                |
| tow.     | 608.     | 17 kwietnia 2002     | 1:2 (0:2) | Rumunia           | Tomasz Hajto                                    |
| tow.     | 636.     | 28 kwietnia 2004     | 0:0 (0:0) | Irlandia          | -                                               |
| eME 2008 | 670.     | 2 września 2006      | 1:3 (0:0) | Finlandia         | Łukasz Garguła                                  |
| tow.     | -        | 12 sierpnia 2009     | 2:0 (0:0) | Grecja            | Ludovic Obraniak 2                              |
| tow.     | -        | 18 listopada 2009    | 1:0 (1:0) | Kanada            | Maciej Rybus                                    |

### Mecze reprezentacji olimpijskiej
| Typ  | Data             | Wynik     | Przeciwnik Polski | Strzelcy dla Polski                         |
| ---- | ---------------- | --------- | ----------------- | ------------------------------------------- |
| tow. | 11 września 1963 | 2:0 (2:0) | Czechosłowacja    | Jerzy Musiałek 3', Włodzimierz Lubański 24' |

### Mecze żeńskiej reprezentacji w piłce nożnej
| Typ       | Data             | Wynik     | Przeciwnik Polski | Strzelcy dla Polski       |
| --------- | ---------------- | --------- | ----------------- | ------------------------- |
| elME 2005 | 27 września 2003 | 2:3 (1:3) | Islandia          | Żelazko 1', Gawrońska 61' |

### Międzynarodowe
- Mistrzostwa Świata U-20 w Piłce Nożnej 2019 -jeden ze stadionów gospodarzy

- Mistrzostwa Europy U-21 w Piłce Nożnej 2017 – jeden ze stadionów-gospodarzy obok Gdyni, Kielc, Krakowa, Lublina i Tychów[17]; odbyły się tu 3 mecze grupy B:
  - 17 czerwca 2017: Portugalia U-21  -  Serbia U-21 (2:0)
  - 20 czerwca 2017: Serbia U-21  -  Macedonia Północna U-21 (2:2)
  - 23 czerwca 2017: Serbia U-21  -  Hiszpania U-21 (0:1)

### Mecze finałowe Pucharu Polski w piłce nożnej
- Puchar Polski w piłce nożnej (2009/2010), finał 22 maja 2010 Jagiellonia Białystok – Pogoń Szczecin 1:0
- Puchar Polski w piłce nożnej (2010/2011), finał 3 maja 2011 Legia Warszawa – Lech Poznań 1:1 k.5:4

Mecze piłkarskie Zawiszy Bydgoszcz

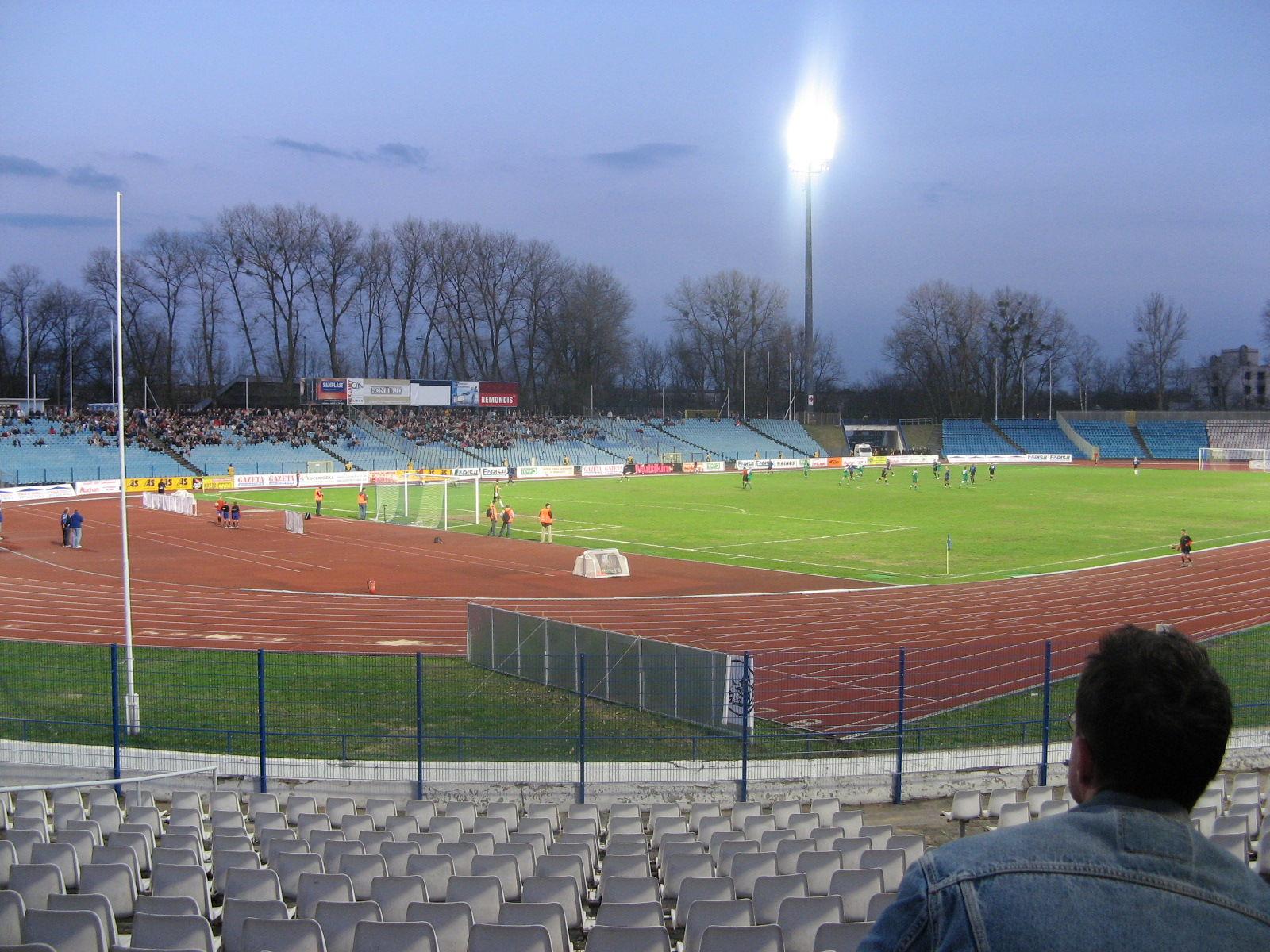
Zawisza-Śląsk 19.04.06
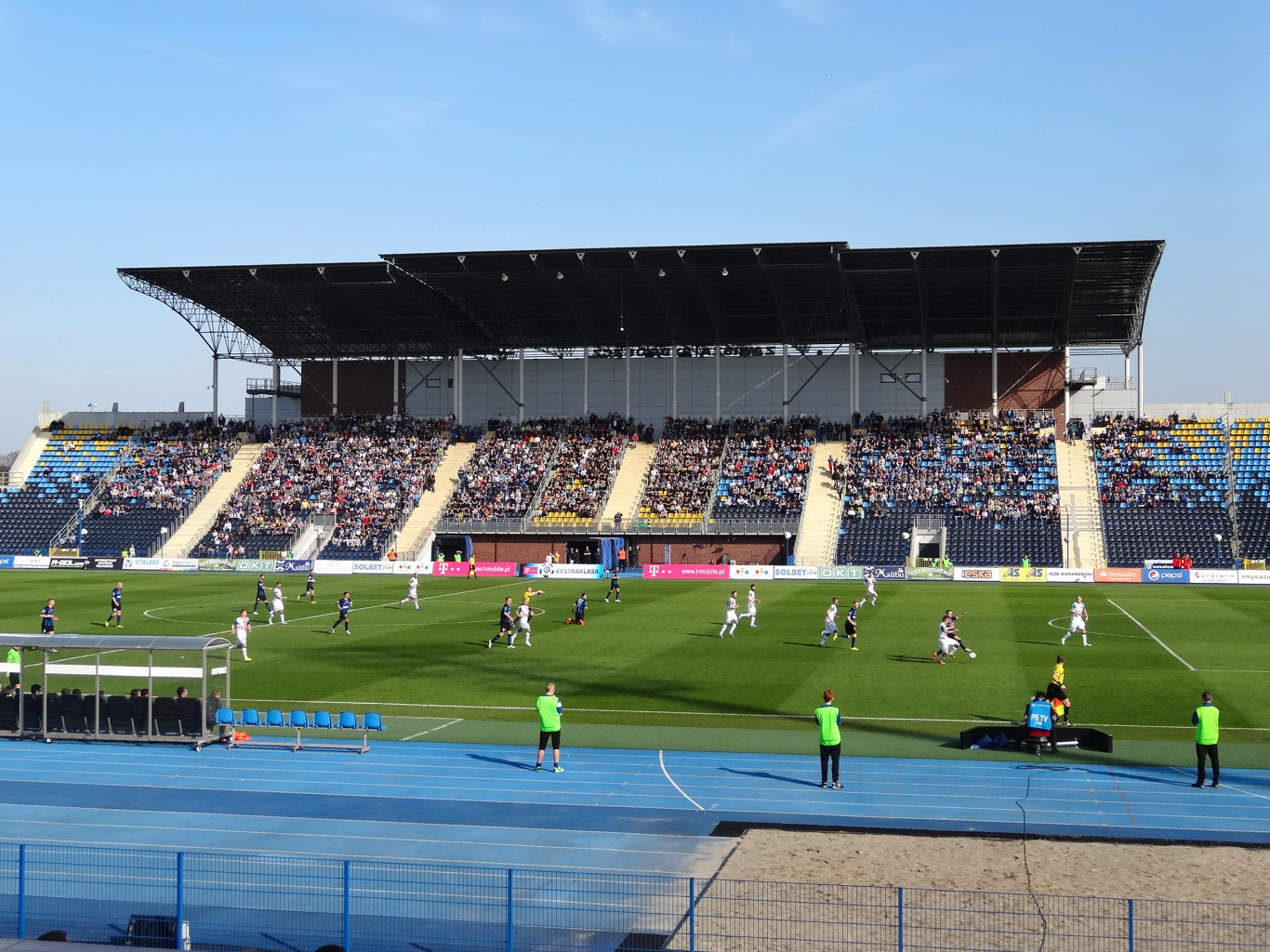
Zawisza-Śląsk 7.03.14
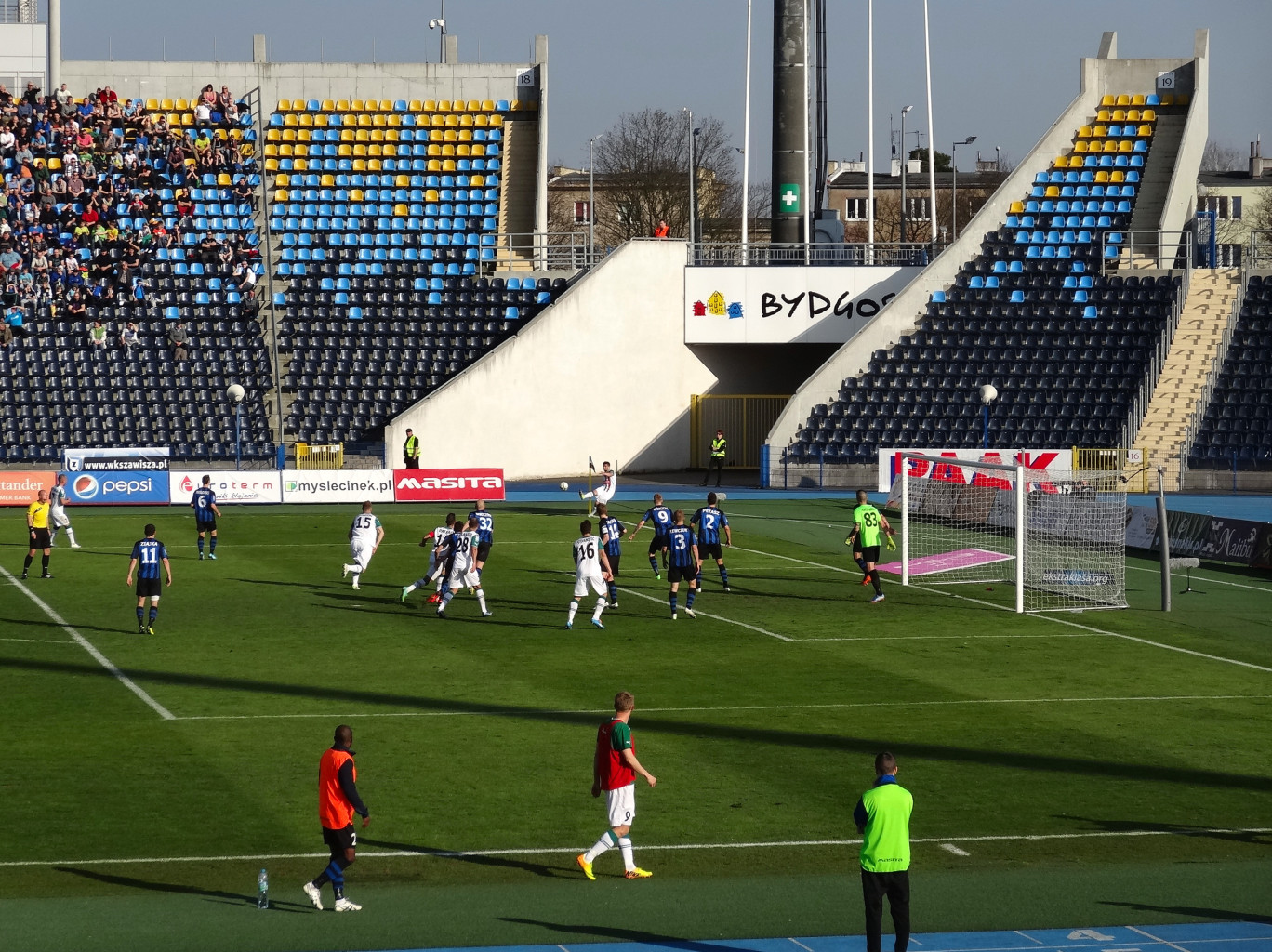
Zawisza-Śląsk
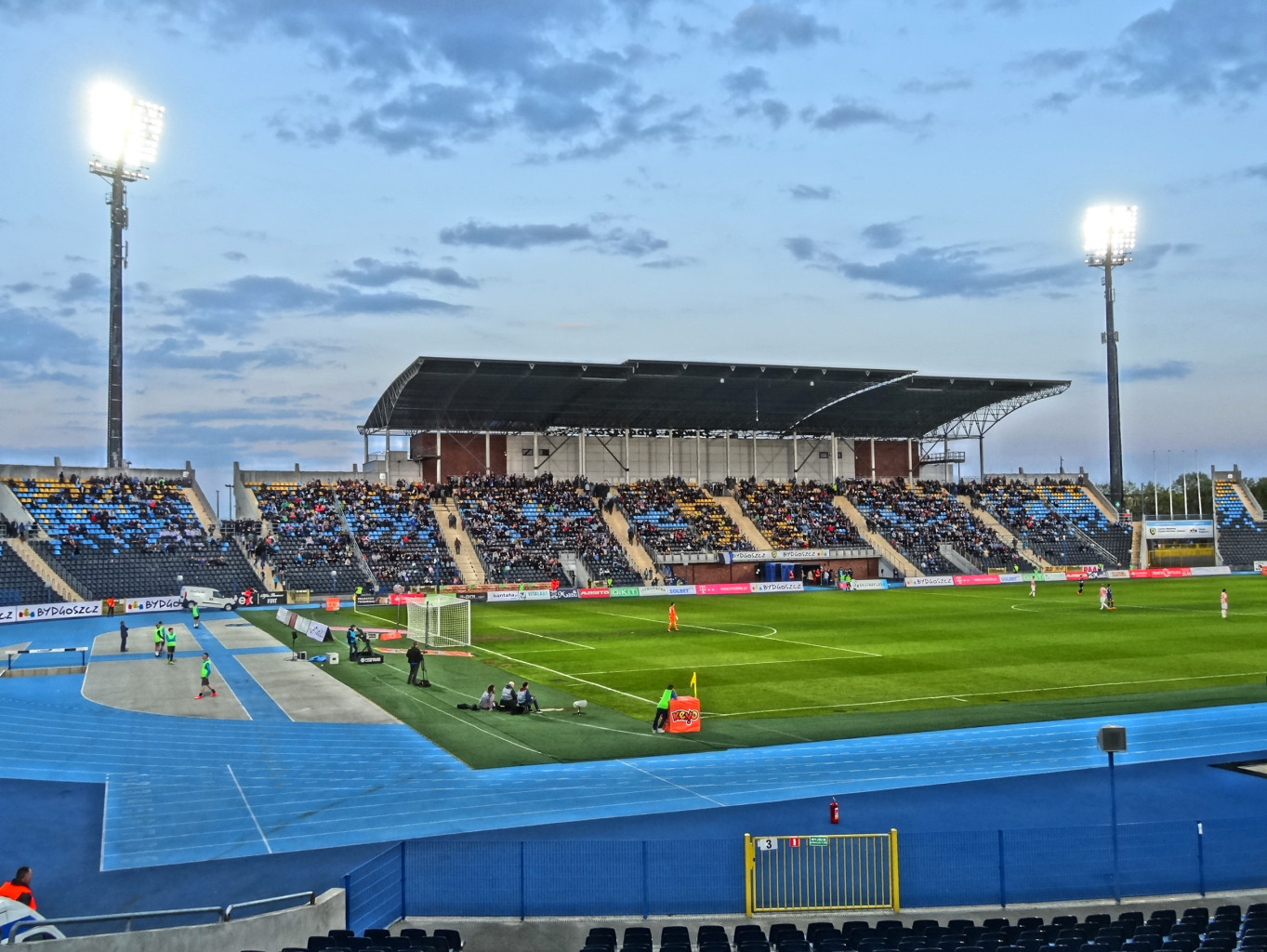
Zawisza-Cracovia 24.04.15
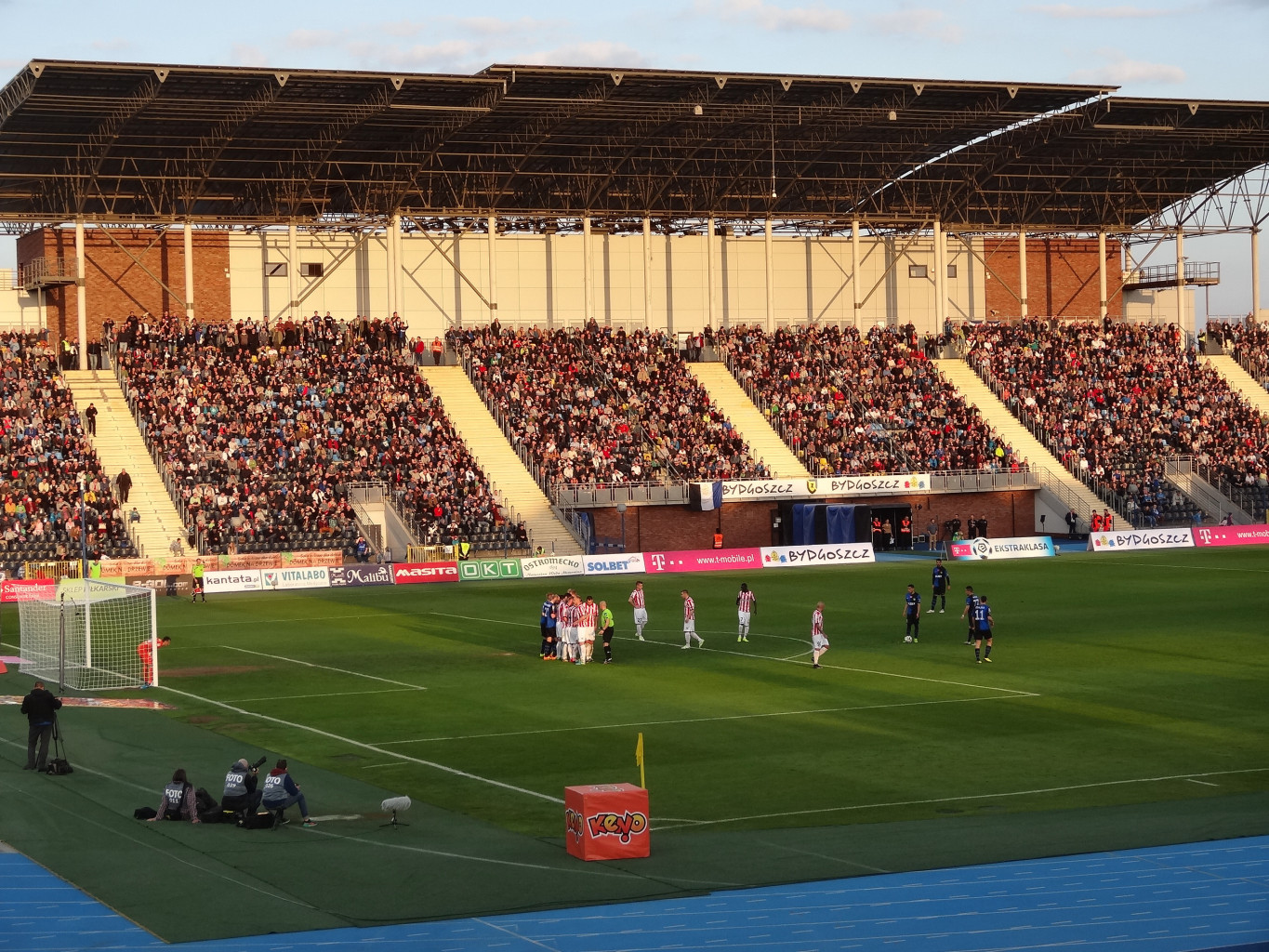
Zawisza-Cracovia

## Imprezy lekkoatletyczne na stadionie Zawiszy

### ogólnopolskie
Wielokrotnie na stadionie Zawiszy rozgrywano mistrzostwa Polski seniorów w lekkiej atletyce:
- XXXIV (34.) Mistrzostwa Polski (18-20 czerwca 1958)
- XXXIX (39.) Mistrzostwa Polski (23-25 sierpnia 1963)
- LI (51.) Mistrzostwa Polski (27-29 czerwca 1975)
- LII (52.) Mistrzostwa Polski (25-27 czerwca 1976)
- LIII (53.) Mistrzostwa Polski (29-31 lipca 1977)
- LIX (59.) Mistrzostwa Polski (25-27 czerwca 1983)
- LXI (61.) Mistrzostwa Polski (2-4 sierpnia 1985)
- LXXIII (73.) Mistrzostwa Polski (20-22 czerwca 1997)
- LXXVII (77.) Mistrzostwa Polski (29 czerwca-1 sierpnia 2001)
- LXXX (80.) Mistrzostwa Polski (2-4 lipca 2004)
- LXXXII (82.) Mistrzostwa Polski (21-23 lipca 2006)
- LXXXV (85.) Mistrzostwa Polski (31 lipca-2 sierpnia 2009)
- LXXXVII (87.) Mistrzostwa Polski (11–13 sierpnia 2011)
- XCII (92.) Mistrzostwa Polski (24-26 czerwca 2016)

Rozgrywano również:
- Grand Prix Brdy (1975-1978)
- Memoriał Janusza Kusocińskiego 1976

### międzynarodowe
- 1975 – Puchar Europy w Wielobojach 1975
- 1979 – Mistrzostwa Europy juniorów – 1000 uczestników z 27 krajów[19]
- 1999 – Mistrzostwa świata juniorów młodszych w lekkoatletyce (inauguracyjne mistrzostwa świata w lekkoatletyce w tej kategorii wiekowej, do lat 17) – 1374 zawodników ze 134 państw[20]
- 2000 – I liga Pucharu Europy
- 2001 – I Europejski Festiwal Sztafet
- 2003 – Młodzieżowe Mistrzostwa Europy U'23[21]
- 2004 – Superliga Pucharu Europy (SPAR European Cup 2004)[22]
- 2008 (8-13 lipca) – Mistrzostwa Świata Juniorów w Lekkiej Atletyce (IAAF World Junior Championships in Athletics) – 1500 zawodników ze 167 państw[23]

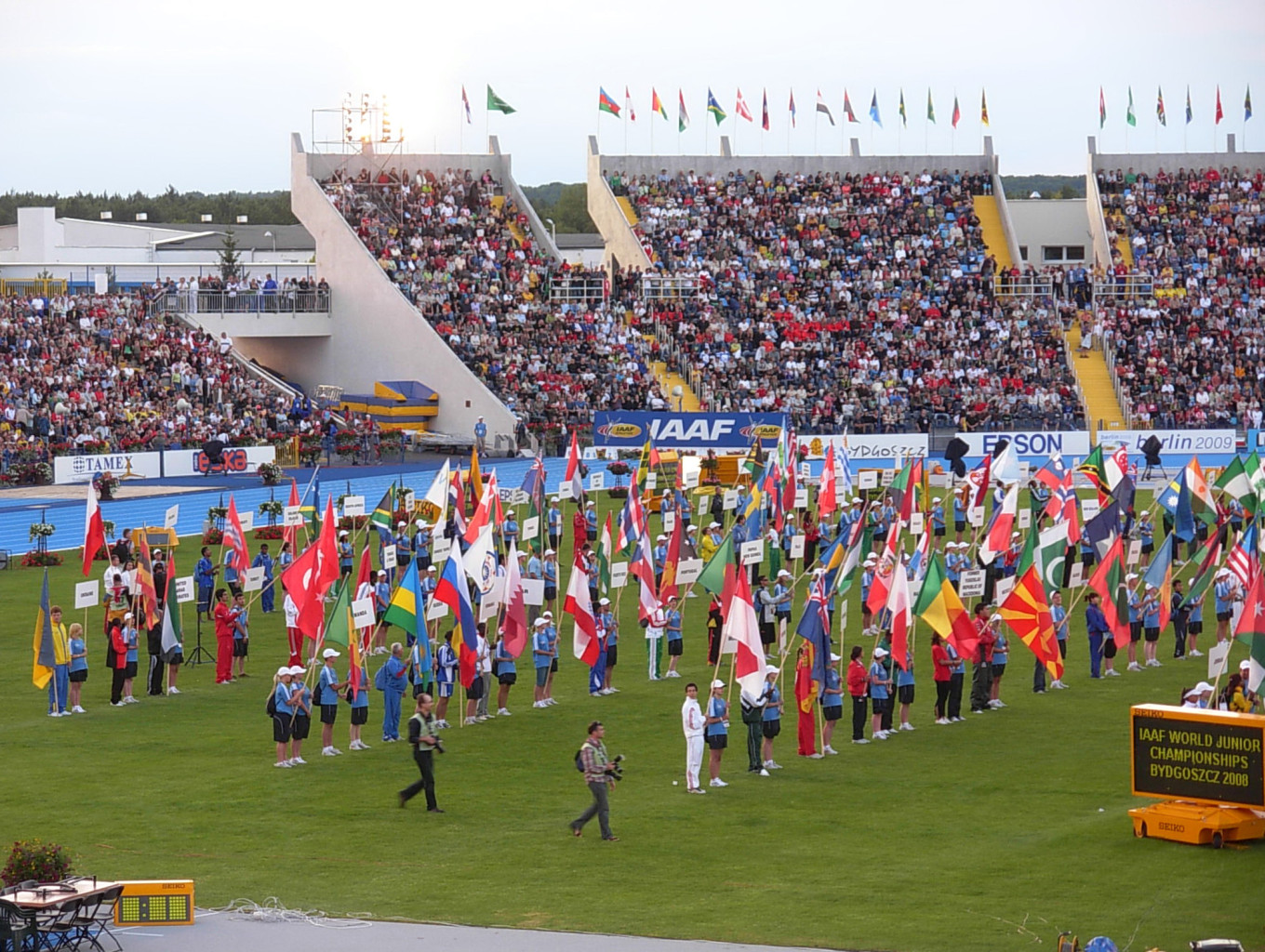
Otwarcie
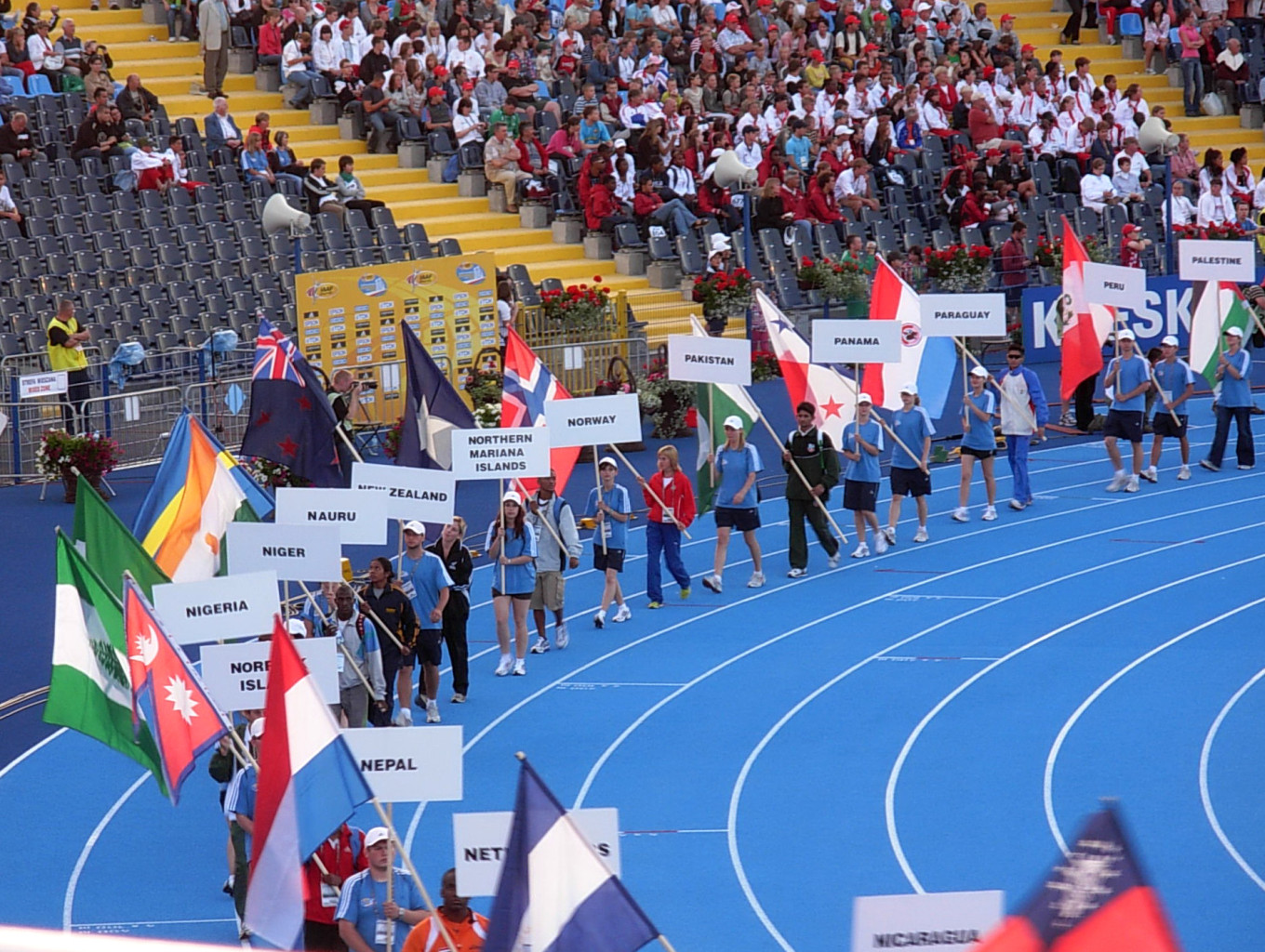
Otwarcie
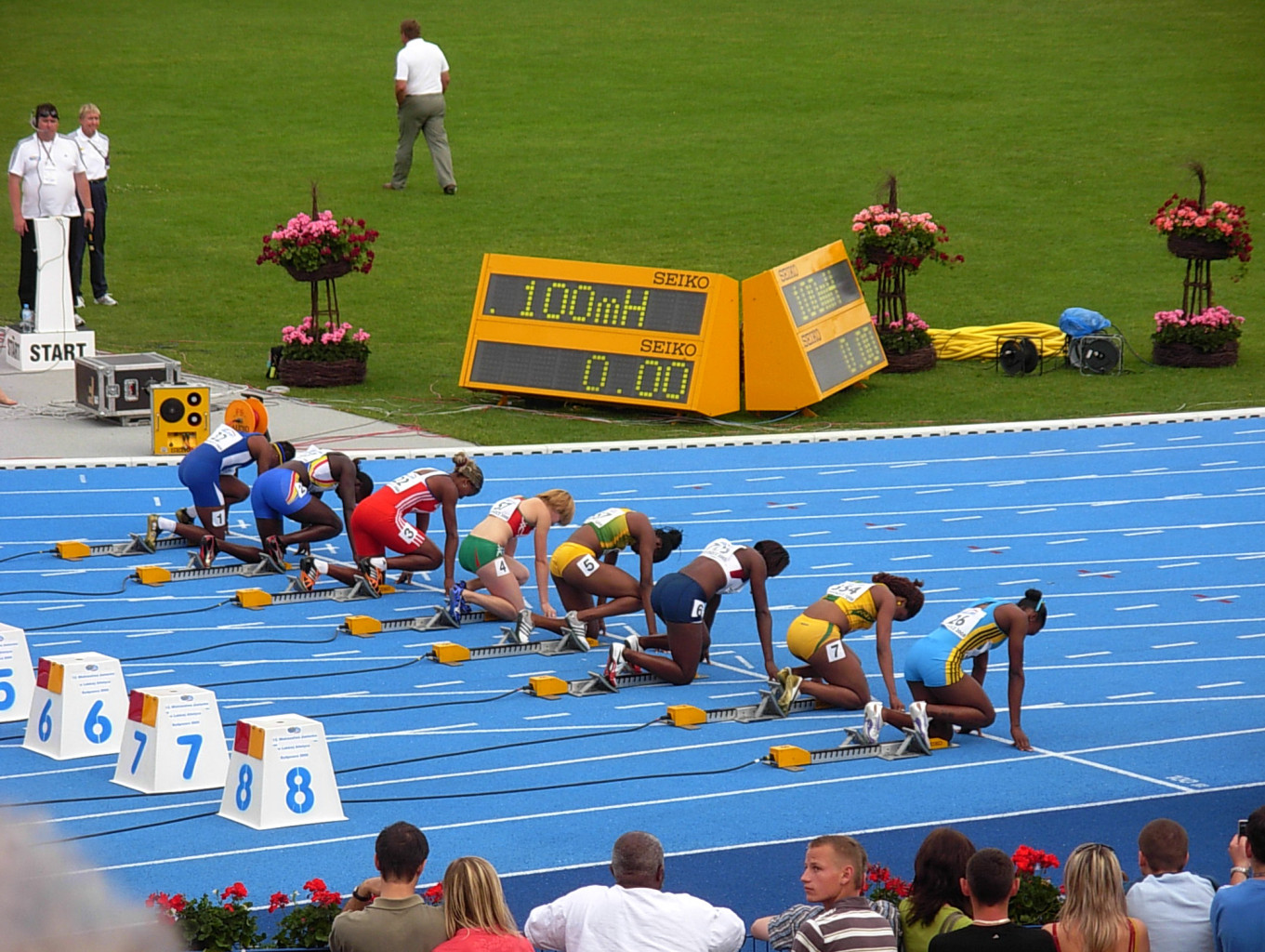
100 m kobiet
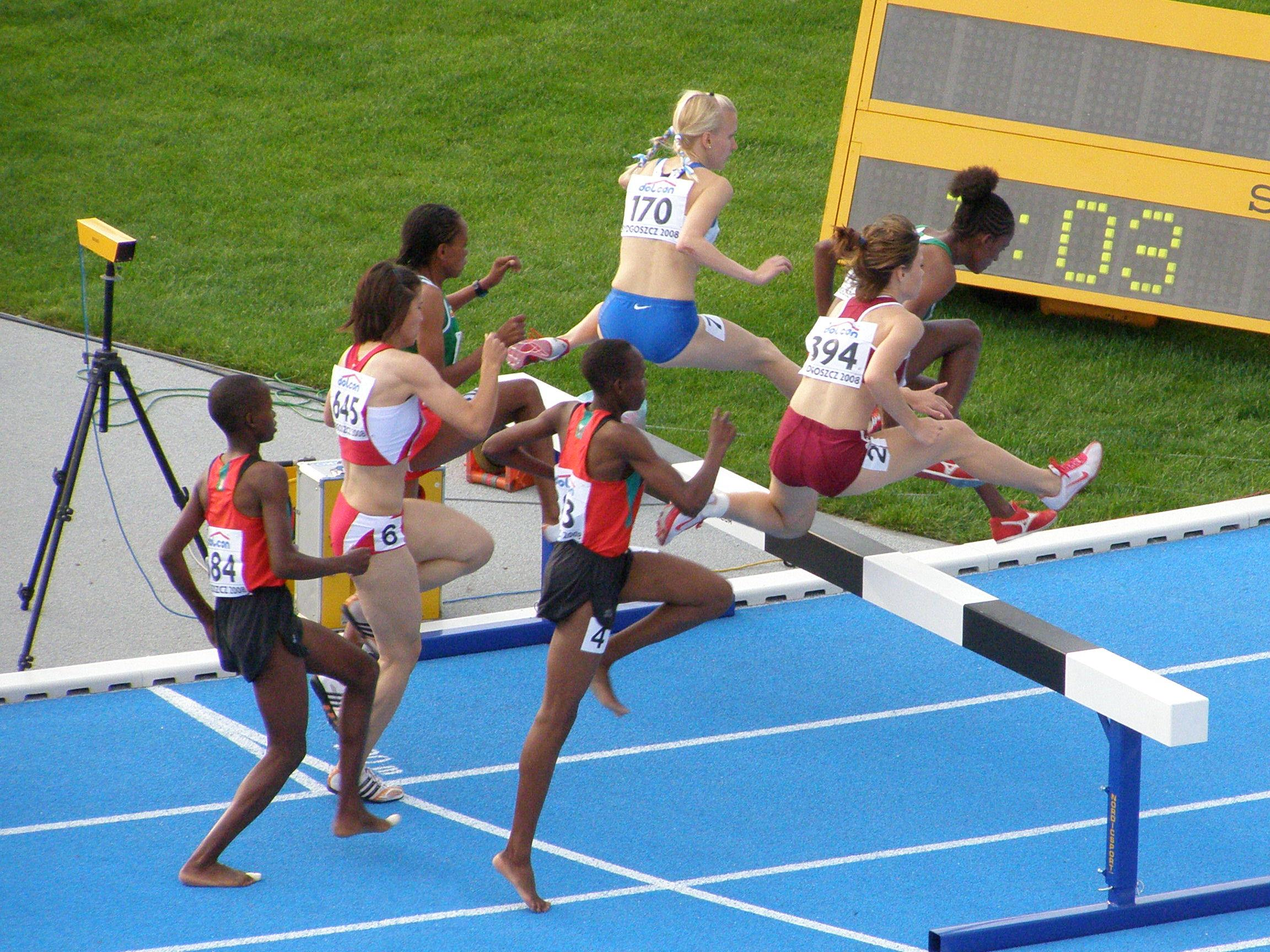
3000 m ppł kobiet
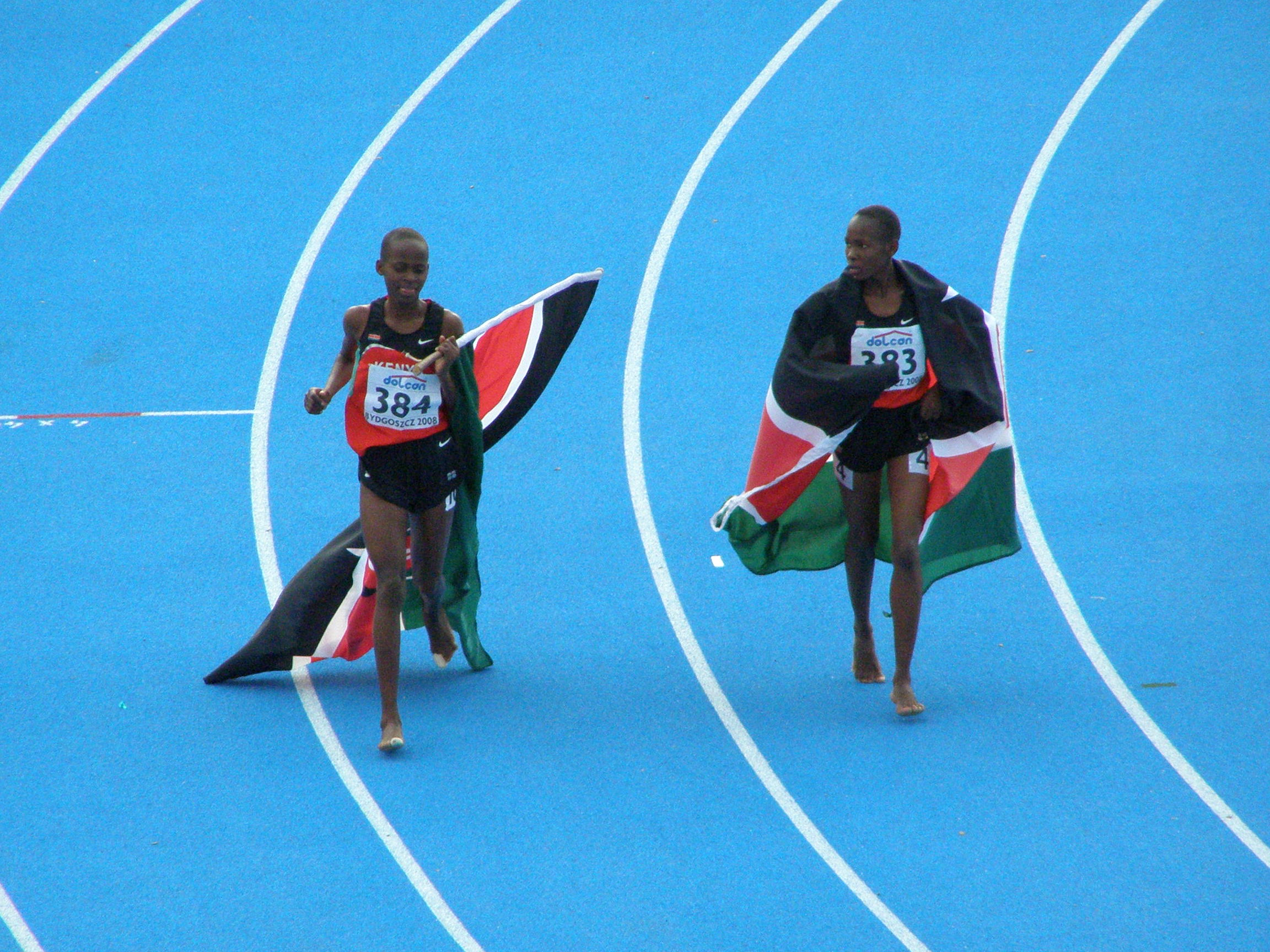
Medaliści 3000 m

- 2010 – Mecz lekkoatletyczny młodzieżowców Polska - Niemcy 2010
- 2016 (19-24 lipca) – Mistrzostwa Świata Juniorów w Lekkiej Atletyce (IAAF World Junior Championships in Athletics) – ponad 3000 zawodników, trenerów i członków obsługi z 141 reprezentacji narodowych

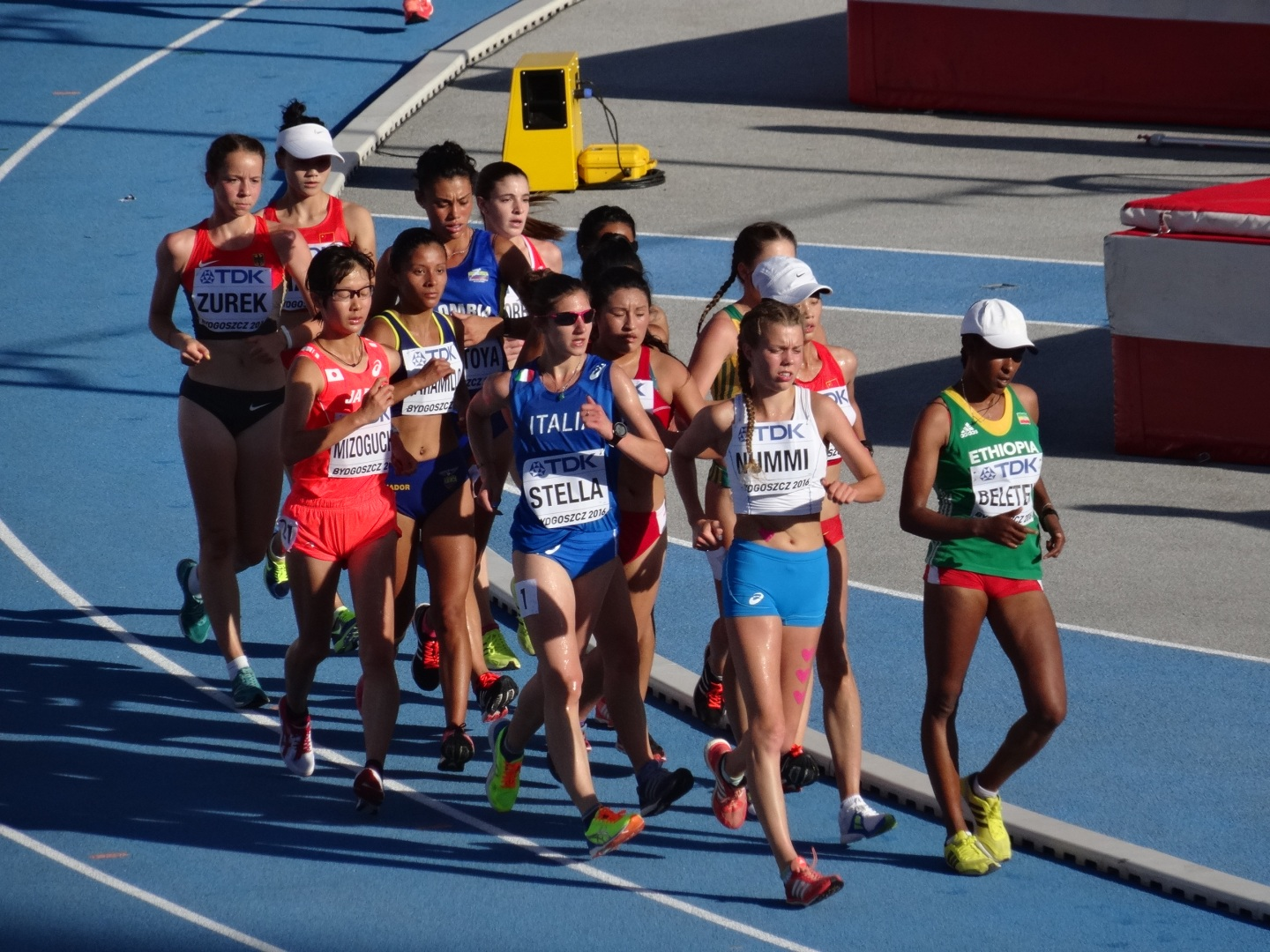
Chód 10 km kobiet
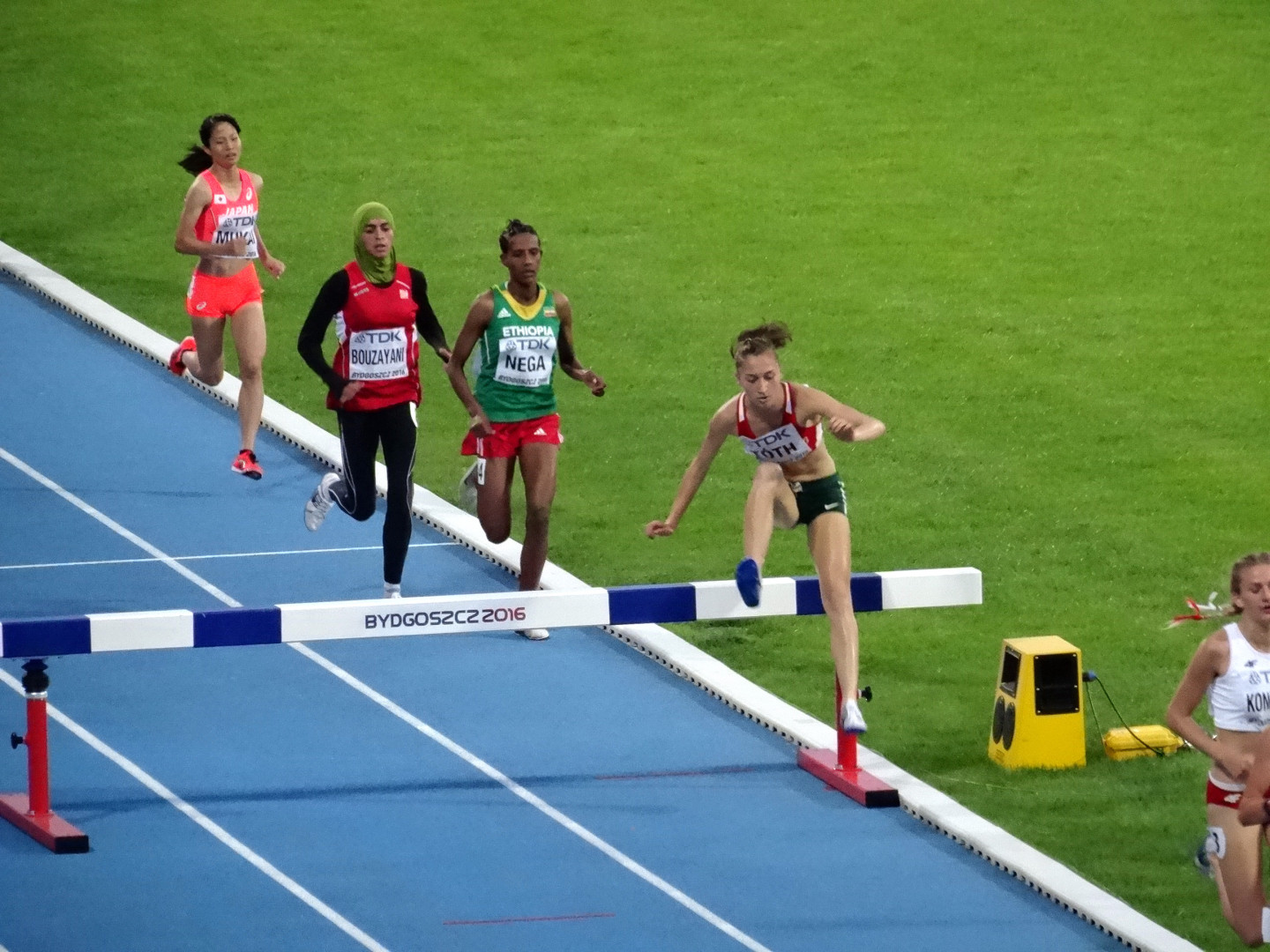
3000 m kobiet
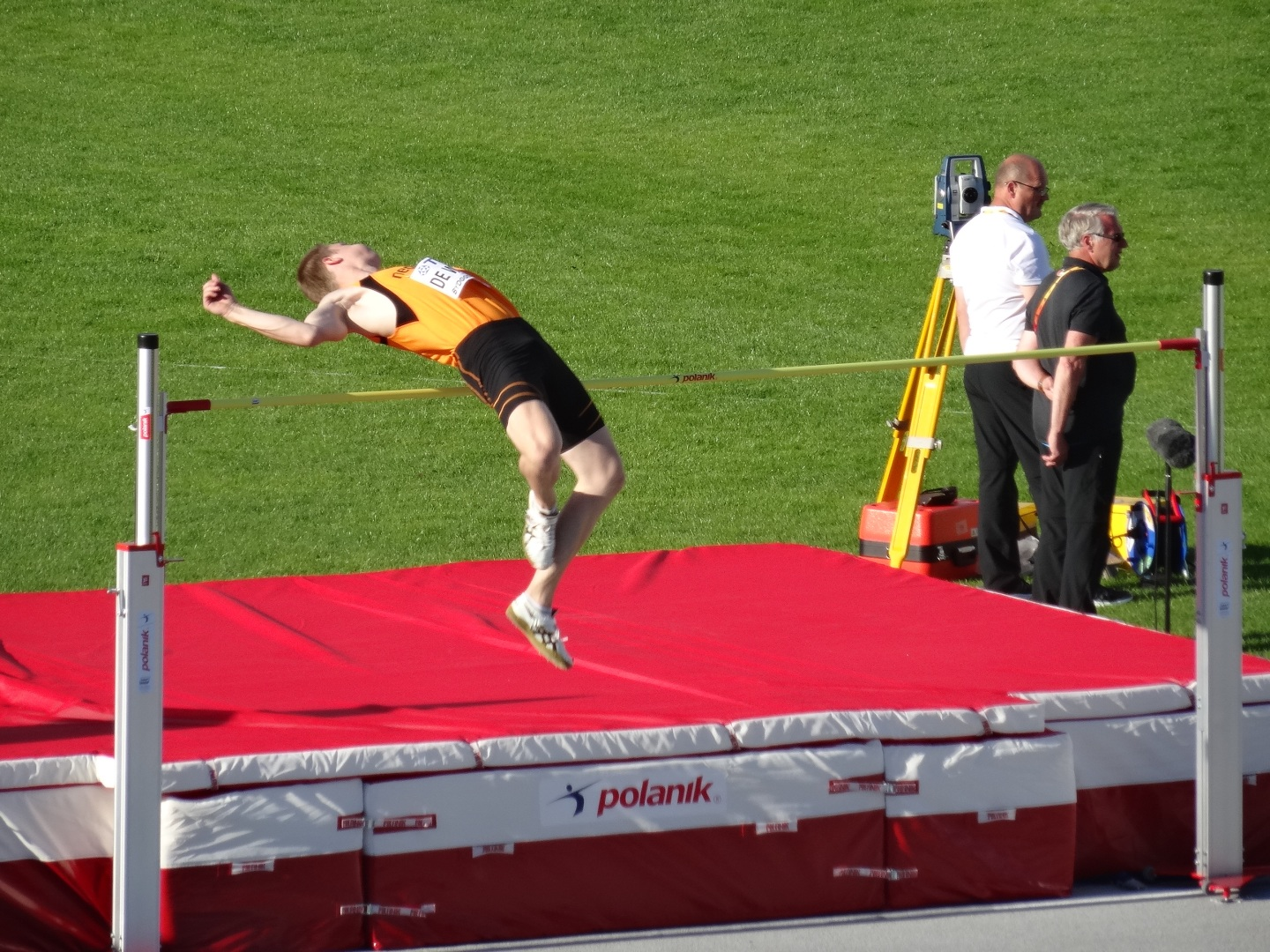
Skok wzwyż mężczyzn
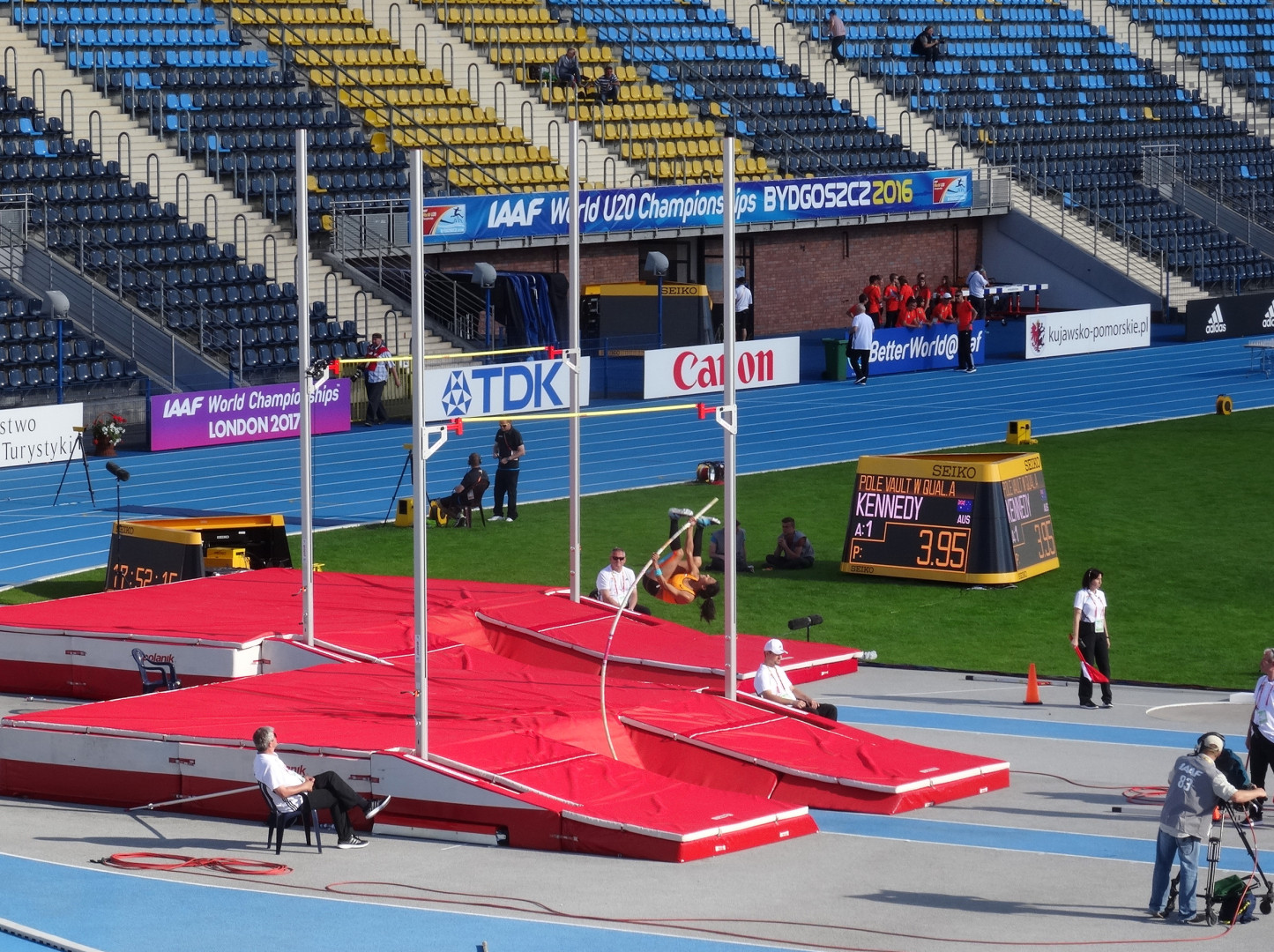
Skok o tyczce kobiet
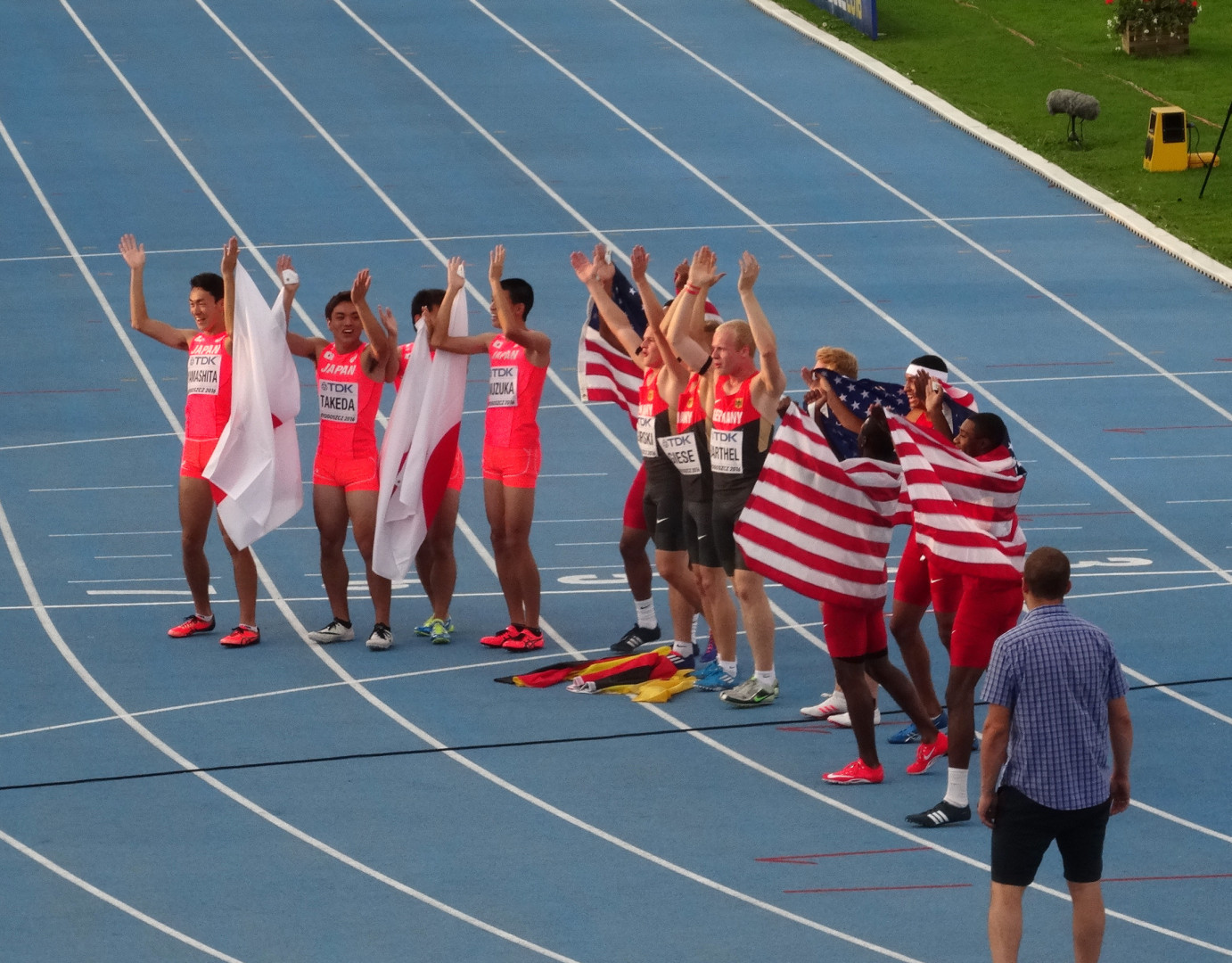
Medaliści sztafety 4x100 m

- 2017 (13-16 lipca) – Młodzieżowe mistrzostwa Europy w lekkoatletyce – Rada European Athletics przyznała je Bydgoszczy w czerwcu 2015[24]
- 2019 – Drużynowe mistrzostwa Europy w lekkoatletyce – obradująca w Paryżu Rada European Athletics przyznała je miastu 28 kwietnia 2017 roku[25]
- 2020 - Mistrzostwa Europy World Para Athletics[26]

### mityngi lekkoatletyczne
- Europejski Festiwal Lekkoatletyczny (Enea Cup) – coroczne edycje od 2001 roku